# Regra de Ouro
A Regra de Ouro do orçamento é um mecanismo, previsto na Constituição Federal brasileira, que proíbe o governo brasileiro de fazer dívidas para pagar despesas correntes, como salários, aposentadorias, contas de luz e outros custeios da máquina pública. Ou seja, o governo só pode contrair novas dívidas para pagar dívidas antigas ou fazer investimentos. Caso a regra seja descumprida, o Executivo tem de pedir autorização do Congresso para obter um crédito suplementar. Na prática, é uma solução para que o governo não viole a lei ou tenha que congelar despesas essenciais, o que poderia causar, ou agravar, uma crise econômica no país. Mas, caso o Congresso negue o crédito, e o Presidente da República não congele as despesas, o chefe do Executivo estará incorrendo em crime de responsabilidade.
A avaliação do cumprimento da Regra de Ouro ocorre legalmente ao final de cada exercício fiscal (janeiro a dezembro de cada ano).